# José Bermejo López
José Bermejo López (1894-1971) fue un militar y administrador colonial español.

## Biografía
Nació en 1894 en Cartagena. A temprana edad entró en el Ejército, donde realizó su carrera profesional. En julio de 1936 era interventor de la cabila de Tensamán, en el protectorado español de Marruecos. Tras el estallido de la sublevación militar, Bermejo se unió a la rebelión y posteriormente participaría en la Guerra civil. 
En mayo de 1940, ostentando el rango de coronel, fue nombrado Gobernador político-militar de Ifni y Sáhara. Durante el tiempo que ejerció el cargo, realizó una importante labor en la zona, sobre la cual no hacía mucho que España había comenzado a organizar su administración: Bermejo estableció la capital administrativa en Sidi Ifni y dividió el territorio del Sáhara en tres distritos. Durante su mandato impulsó obras hídricas y actividades ganaderas y agrícolas adaptadas a la hostilidad del Sahara, así como el urbanismo de Sidi Ifni, El Aaiún y Villa Cisneros e infraestructuras de comunicación como caminos, pistas y puertos como el pesquero de La Güera. También creó en 1945 el semanario A.O.E. —siglas de «África Occidental Española»—, que en adelante iba a convertirse en la principal publicación periódica de la zona. En 1946 el gobierno franquista hizo una reforma administrativa de los territorios africanos, que pasaron a constituir el África Occidental Española. Bermejo continuó en su puesto —ahora como gobernador del África Occidental Española—, manteniéndose en el mismo hasta 1949.
Posteriormente estuvo destinado en la Alta Comisaría de España en Marruecos, donde ocupó diversos cargos como subdelegado de Asuntos Indígenas o delegado de Educación y Cultura. 
En 1958 fue nombrado consejero de información en la embajada española de Túnez, cargo que ocupó hasta 1965.